# Kelly Rasmussen
Kelly Rasmussen (28 de enero de 1994) es una deportista danesa que compitió en natación, especialista en el estilo libre.
Ganó una medalla de bronce en el Campeonato Mundial de Natación en Piscina Corta de 2012 y dos medallas de oro en el Campeonato Europeo de Natación en Piscina Corta, en los años 2012 y 2013.

## Palmarés internacional
| Campeonato Mundial en Piscina Corta | Campeonato Mundial en Piscina Corta | Campeonato Mundial en Piscina Corta | Campeonato Mundial en Piscina Corta |
| Año                                 | Lugar                               | Medalla                             | Prueba                              |
| ----------------------------------- | ----------------------------------- | ----------------------------------- | ----------------------------------- |
| 2012                                | Estambul (Turquía)                  | Medalla de bronce                   | 4 × 100 m libre                     |
| Campeonato Europeo en Piscina Corta |                                     |                                     |                                     |
| Año                                 | Lugar                               | Medalla                             | Prueba                              |
| 2012                                | Chartres (Francia)                  | Medalla de oro                      | 4 × 50 m libre                      |
| 2013                                | Herning (Dinamarca)                 | Medalla de oro                      | 4 × 50 m libre                      |